# Оливейра, Карлос
Ка́рлос Оливе́йра Э́рнандес (исп. Carlos Oliveira Hernández, неизвестно, Куба — неизвестно) — кубинский футболист, игравший на позиции нападающего. Участник чемпионата мира 1938 года в составе национальной сборной Кубы.

## Клубная карьера
Оливейра играл за команду «Хиспано Америка» в чемпионате Кубы.

## Карьера в сборной
После того, как сборная Кубы не сумела пройти квалификацию на чемпионат мира 1934 года в Италии, Оливейре и его команде улыбнулась удача — из-за снятия с отбора на чемпионат мира 1938 года всех остальных команд Северной Америки, сборная получила путёвку на турнир автоматически. В 1938 году Оливейра был вызван на чемпионат мира, но на поле так и не вышел.
В 1/8 финала против Румынии Куба сумела перевести игру в дополнительное время, сыграв вничью 3:3, а в ответном матче, благодаря голам Эктора Сокорро и Томаса Фернандеса, Куба смогла победить Румынию со счётом 2:1 и выйти в четвертьфинал. Однако в четвертьфинальном матче сборная Кубы была разгромлена сборной Швеции со счётом 8:0 и покинула турнир.